# Petter Tande
Petter Laukslett Tande (* 11. Juni 1985 in Oslo) ist ein ehemaliger norwegischer Nordischer Kombinierer.

## Werdegang
Tande, der für den Verein Byåsen IL startete, betrieb seit dem Alter von neun Jahren nordischen Skisport. Sein internationales Debüt gab er 2001 im B-Weltcup der Nordischen Kombination. Bereits in den ersten Wettbewerben erreichte er die Punkteränge und konnte seine Ergebnisse von Wettbewerb zu Wettbewerb verbessern. Bei der Junioren-Weltmeisterschaft 2002 in Schonach im Schwarzwald gewann er gemeinsam mit Magnus Moan, Mathias Oestvik und Jo-Wesche Fossheim im Teamwettbewerb die Bronzemedaille. Im Einzelwettbewerb über 10 Kilometer sowie von der Normalschanze wurde er Siebenter. Nach der Junioren-Weltmeisterschaft bekam er zum Ende der Saison 2001/02 einen Platz im Weltcup-Kader. Bereits bei seinem ersten Weltcup-Start in Trondheim erreichte er im Sprint die Punkteränge.
Im August 2002 gelang Tande im Sommer-Grand-Prix erstmals eine Platzierung unter den besten zehn. So erreichte er in Steinbach-Hallenberg Platz acht. Am Ende belegte er mit 141 Punkten den neunten Platz in der Grand-Prix-Gesamtwertung. Bei der Norwegischen Meisterschaft 2002 in Høydalsmo gewann er im Sprint die Silbermedaille. Ab November 2002 startete er fest im Weltcup und erreichte von Beginn der Saison 2002/03 gute Ergebnisse innerhalb der Top 10. Bei der Junioren-Weltmeisterschaft 2003 im schwedischen Sollefteå gelang ihm im Einzel sowie im Sprint der Gewinn der Bronzemedaille. Mit der Mannschaft gewann er im Teamwettbewerb hinter dem Team aus Deutschland die Silbermedaille. Keine zwei Wochen nach der Junioren-Weltmeisterschaft startete er auch bei der Nordischen Skiweltmeisterschaft 2003 in Fleimstal. Dabei musste er sich im Gundersen-Einzel mit dem 20. Platz und im Sprint mit dem 25. Platz zufriedengeben. Gemeinsam mit Kenneth Braaten, Ola Morten Græsli und Kristian Hammer verpasste er im Teamwettbewerb nur knapp die Medaillenränge und wurde hinter den Mannschaften aus Österreich, Deutschland und Finnland Vierter. Nach der Weltmeisterschaft erreichte Tande im Weltcup noch einmal vordere Platzierungen, so dass er in der Weltcup-Gesamtwertung am Ende den zwölften Platz belegte. In der Sprintwertung wurde er Achter.
Im August 2003 startete Tande erneut im Sommer-Grand-Prix und schaffte in Steinbach-Hallenberg erstmals mit einem dritten Platz den Sprung aufs Podium. Zum Beginn der neuen Weltcup-Saison gelang ihm dies am 6. Dezember 2003 auch in Trondheim. Am 27. Januar 2004 erreichte er im Sprint in Sapporo mit dem zweiten Platz seine bis dahin beste Platzierung im Weltcup. Er musste sich lediglich Hannu Manninen geschlagen geben. Bei der Junioren-Weltmeisterschaft 2004, die kurze Zeit später im norwegischen Stryn ausgetragen wurde, gewann Tande überraschend Gold in allen Wettbewerben der Kombination, darunter in beiden Einzelwettbewerben sowie mit der Mannschaft im Teamwettbewerb.
Nach der Junioren-Weltmeisterschaft gelang Tande im Weltcup meist eine Platzierung unter den besten zehn. Ein Sieg ließ jedoch weiter auf sich warten. Bei der Nordischen Skiweltmeisterschaft 2005 in Oberstdorf gewann er mit der Mannschaft, zu der neben ihm auch Håvard Klemetsen, Magnus Moan und Kristian Hammer gehörten, die Goldmedaille. Im Gundersen-Einzel erreichte er Platz neun und im Sprint Platz sieben. Trotz dieses Erfolges ging Tande auch bei der gut einen Monat später stattfindenden Junioren-Weltmeisterschaft 2005 im finnischen Rovaniemi an den Start. Dabei gewann er erneut Gold in den Einzeldisziplinen, wurde jedoch mit dem Team nur Fünfter.
Beim Sommer-Grand-Prix 2005 erreichte Tande ausnahmslos dritte Plätze und am Ende deshalb auch den dritten Platz in der Gesamtwertung. Die Weltcup-Saison 2005/06 begann für Tande mit einem dritten und einem zweiten Platz in Kuusamo. Am 17. Dezember 2005 konnte er in Ramsau am Dachstein im Sprint seinen ersten Weltcup-Sieg feiern. Es blieb jedoch für einige Zeit der einzige.
Bei den Olympischen Winterspielen 2006 in Turin verpasste Tande im Einzelwettbewerb mit einem vierten Platz die Medaillenränge nur knapp, nachdem er zwar das Skispringen gewann, jedoch im Skilanglauf nur 22. wurde. Im Sprint erreichte er den sechsten Platz. Im Weltcup konnte er nach den Olympischen Spielen noch einmal in Oslo einen Einzelweltcup gewinnen. Im Gesamtweltcup erreichte er so den vierten Platz.
Im Sommer-Grand-Prix 2006 gelang ihm mit dem Team in Berchtesgaden der Sieg. In den Einzelwettbewerben konnte er an das Vorjahr nicht anknüpfen. Nachdem er mit vorderen Plätzen in die neue Saison 2006/07 gestartet war, gewann Tande bei der Nordischen Skiweltmeisterschaft 2007 in Sapporo mit der Mannschaft die Bronzemedaille. Im Sprint erreichte er Platz sechs und im Gundersen-Einzel Platz 19. Nach der Weltmeisterschaft ließen seine Leistungen nach und er konnte nicht an Erfolge aus der Vorsaison anknüpfen. Erst zur Saison 2007/08 fand er zurück zu alter Stärke und erreichte so im Dezember 2007 in Ramsau am Dachstein wieder einen Podestplatz. Im Januar 2008 konnte er in Schonach im Schwarzwald wieder einen Weltcup gewinnen. Es folgten in der Saison noch drei weitere Siege in Oslo, Lahti und Liberec. Bei den Norwegischen Meisterschaften 2008 in Trondheim gewann Tande zum zweiten Mal nach 2006 den nationalen Meistertitel.
Bei der Nordischen Skiweltmeisterschaft 2009 in Liberec gewann er mit der Mannschaft nach 2007 erneut die Bronzemedaille. Im Massenstart erreichte er Platz sieben. Im Gundersen von der Normalschanze reichte es für Tande nur zu Platz 19, von der Großschanze nur zu Platz 15. Nach der Weltmeisterschaft konnte Tande nicht mehr zu alter Stärke zurückfinden und erreichte im Weltcup zwar noch mittlere bis gute Platzierungen, jedoch nur noch selten Podestplätze.
Bei den Olympischen Winterspielen 2010 in Vancouver erreichte Tande gemeinsam mit Jan Schmid, Espen Rian und Magnus Moan im Teamwettbewerb den fünften Platz. Im Einzel von der Großschanze erreichte er überraschend noch einmal den sechsten Platz, von der Normalschanze nur Platz 17. Der Start zur Saison 2010/11 verlief für Tande enttäuschend, da es bis Januar 2011 dauerte, bis er mit einem 30. Platz wieder einen Weltcup-Punkt gewinnen konnte.
Nachdem Tande zur Saison 2010/11 nicht mehr in den Nationalkader berufen worden war, beschloss er auch aus fehlender Motivation eine Pause einzulegen und auf See als Fischer zu arbeiten. Anschließend beendete er seine Karriere.
Tande lebt heute in Trondheim.

## Statistik

### Weltcupsiege im Einzel
| Nr. | Datum             | Ort      | Disziplin   |
| --- | ----------------- | -------- | ----------- |
| 1.  | 17. Dezember 2005 | Ramsau   | Massenstart |
| 2.  | 11. März 2006     | Oslo     | Einzel      |
| 3.  | 6. Januar 2008    | Schonach | Gundersen   |
| 4.  | 16. Februar 2008  | Liberec  | Massenstart |
| 5.  | 29. Februar 2008  | Lahti    | Gundersen   |
| 6.  | 9. März 2008      | Oslo     | Sprint      |

### Weltcupsiege im Team
| Nr. | Datum         | Ort  | Disziplin |
| --- | ------------- | ---- | --------- |
| 1.  | 13. März 2010 | Oslo | Staffel 1 |

### Norwegische Meisterschaften
| Norwegischen Meisterschaften | Norwegischen Meisterschaften | Norwegischen Meisterschaften | Norwegischen Meisterschaften |
| ---------------------------- | ---------------------------- | ---------------------------- | ---------------------------- |
| Silber                       | 2002 in Høydalsmo            | Silber im Sprint             |                              |
| Gold                         | 2006 in Kongsberg            | Gold im Einzel               |                              |
| Gold                         | 2008 in Trondheim            | Gold im Einzel               |                              |
| Gold                         | 2009 in Raufoss/Gjøvik       | Gold im Massenstart          |                              |
| Silber                       | 2010 in Vikersund/Trondheim  | Silber im Einzel             |                              |